# Himsa
Himsa war eine US-amerikanische Metalcore-Band aus Seattle, Washington.

## Geschichte

### 1998–2007
1998 gegründet veröffentlichten Himsa im folgenden Jahr im August die EP Himsa und im November das Debütalbum Ground Breaking Ceremony via Revelation Records.
Nachdem die Band im November 2001 die EP Death Is Infinite aufnahm, wurde sie von Prosthetic Records unter Vertrag genommen.
Im Juni 2003 erschien das zweite Studioalbum Courting Tragedy and Disaster, worauf eine lange Tour durch die USA und Europa folgte.
Das dritte Studioalbum Hail Horror, welches 2005 in Dänemark aufgenommen wurde, erschien im Februar 2006 mit einem Jahr Verzögerung. Es folgten Tourneen mit Bands wie Darkest Hour oder The Acacia Strain. Nachdem Himsa im November 2006 mit Parkway Drive durch Australien tourten, unterschrieben sie im Dezember 2006 einen Plattenvertrag bei Century Media Records.
Im April 2007 begannen die Aufnahmen für das vierte Studioalbum Summon in Thunder. Es wurde bereits fünf Monate später via Century Media veröffentlicht.

### Auflösung (2008)
Am 16. August 2008 gaben Himsa die Auflösung der Band bekannt.
Bassist Derek Harn sagte dazu: „Nach über 10 Jahren, vier Studioalben und unzähligen Tourneen  waren die letzten drei Jahre ziemlich krisenfest. Nachdem wir alles geopfert haben, um das Überleben der Band sicherzustellen, ist es nun Zeit, dass wir es sein lassen. Wir haben eine großartige, Berichten zufolge unsere beste, CD (Summon in Thunder) gemacht, wir haben ein großartiges Label, wir kommen zurecht, wir tourten und es geht uns gut. Alles ist gut. Und dabei belassen wir es. (...) Wenn wir nicht so touren können wie in den letzten Jahren, dann ist das nicht Himsa. Besser wir hängen es an den Nagel, als dass wir aus dem Gedächtnis verschwinden.“

## Musikstil
Auf der EP Himsa war die Musik der Band noch maßgeblich vom Hardcore Punk beeinflusst.
Auf dem ersten Studioalbum Ground Breaking Ceremony ging der Musikstil eher in Richtung Metalcore und 2003 kamen auf dem zweiten Album Courting Tragedy and Disaster noch Einflüsse aus dem Melodic Death Metal hinzu. Diese zwei Stile hatten bis zu ihrer Auflösung in der Musik von Himsa bestand.

## Bandname
Der Bandname Himsa ist von dem Begriff Ahimsa abgeleitet, was wörtlich Nicht-Verletzen bedeutet. Der Buchstabe A von Ahimsa gibt dem Begriff die Gegenteilbedeutung von Himsa, somit bedeutet Himsa etwa Gewalt oder Verletzen.

## Diskografie

### Studioalben
- 1999: Ground Breaking Ceremony (Revelation Records)
- 2003: Courting Tragedy and Disaster (Prosthetic Records)
- 2006: Hail Horror (Prosthetic Records)
- 2007: Summon in Thunder (Century Media Records)

### EPs
- 1999: Himsa (Revelation Records)
- 2001: Death Is Infinite (Revelation Records)

### DVDs
- 2005: You’ve Seen Too Much